# Phönikochroit
Phönikochroit, auch Phoenikochroit oder Melanochroit, ist ein selten vorkommendes Mineral aus der Mineralklasse der „Sulfate (einschließlich Selenate, Tellurate, Chromate, Molybdate und Wolframate)“. Es kristallisiert im monoklinen Kristallsystem mit der chemischen Zusammensetzung Pb2[O|CrO4], ist also chemisch gesehen ein Blei-Chromat mit zusätzlichen Sauerstoffionen und daher auch unter seiner chemischen Bezeichnung Chromrot bekannt.
Phönikochroit entwickelt meist unvollkommene, tafelige Kristalle bis etwa einen Zentimeter Größe und harz- bis diamantähnlichem Glanz auf den Oberflächen, kommt aber auch in Form netzartiger Verwachsungen, dünner Krusten oder massiger Aggregate vor. Die Kristalle sind im Allgemeinen durchscheinend und nur an dünnen Kanten durchsichtig. Frische Proben sind von dunkelroter Farbe, werden aber durch Verwitterung allmählich gelb. Auf der Strichtafel hinterlässt Phönikochroit einen ziegelroten bis gelblichorangen Strich.
Mit einer Mohshärte von 2,5 bis 3,5 gehört Phönikochroit zu den weichen bis mittelharten Mineralen und lässt sich entweder etwas leichter oder schwerer als das Referenzmineral Calcit (3) mit einer Kupfermünze ritzen.

## Etymologie und Geschichte
Erstmals entdeckt und beschrieben wurde das Mineral 1833 von R. Hermann, dem in seiner Sammlung „Roter Bleierze“ (Krokoit) aus Beresowsk (heute Berjosowski (Swerdlowsk), Russland) einige Exemplare auffielen, deren äußere Eigenschaften sich stark von denen des bekannten Rotbleierzes unterschieden. Die Farbe des bisher unbekannten Minerals beschrieb er als cochenillrot bis hyacinthrot, die durch Verwitterung ins pomeranzengelbe übergehe. Auffällig war nach Hermann vor allem, dass das Mineral im Gegensatz zum Krokoit nicht decrepitierte (stark knisternd zersprang). Um die im Gegensatz zum Krokoit dunklere Farbe hervorzuheben, bezeichnete Hermann das neue Mineral als Melanochroit nach den altgriechischen Worten μελανός [melanos] für „dunkel“ oder „schwarz“ und χρώς [chrōs] für „Farbe“.
Seinen bis heute gültigen Namen Phönikochroit erhielt das Mineral 1839 durch Ernst Friedrich Glocker, der den von Hermann gewählten Namen zwar für richtungsweisend, aber aufgrund der falschen Wortwahl auch irreführend hielt. Glocker bezog sich daher ebenfalls auf die auffällig tiefrote Farbe, bezeichnete diese jedoch präziser nach dem altgriechischen Wort φοίνικος [phoínikos] für „Purpurrot“.
Ein von Arno Mücke 1970 beschriebenes Mineral, dass er als Scheibeit nach Robert Scheibe (1859–1923), einem früheren Professor der Mineralogie an der Technischen Hochschule Berlin, bezeichnete, stellte sich bei nachfolgenden Untersuchungen als identisch mit Phönikochroit heraus. Auch ein 1972 als Chrominium beschriebenes Mineral ist identisch mit Phönikochroit. Beide Mineralnamen wurden daher 1980 von der International Mineralogical Association (IMA) diskreditiert und gelten seitdem als Synonyme für den Phönikochroit.
Phönikochroit war bereits lange vor der Gründung der International Mineralogical Association (IMA) bekannt und als eigenständige Mineralart anerkannt. Damit hätte MineralName theoretisch den Status eines grandfathered Mineral. Aufgrund der 1980 erfolgten Publikation der Diskreditierung von Scheibeit und Chrominium, die gleichzeitig eine nachträgliche Ankerkennung für den Phönikochroit bedeutete, wird das Mineral seitdem in der „Liste der Minerale und Mineralnamen“ der IMA unter der Summenanerkennung „IMA 1980 s.p.“ (special procedure) geführt.

## Klassifikation
In der veralteten 8. Auflage der Mineralsystematik nach Strunz gehörte der Phönikochroit zur Mineralklasse der „Sulfate, Chromate, Molybdate und Wolframate“ und dort zur Abteilung „Chromate“, wo er zusammen mit Vauquelinit die „Phönikochroit-Vauquelinit-Gruppe“ mit der Systemnummer VI/E.02 und den weiteren Mitgliedern Fornacit, Hemihedrit und dem seit 2006 diskreditierten Bellit bildete.
Im zuletzt 2018 überarbeiteten und aktualisierten Lapis-Mineralienverzeichnis nach Stefan Weiß, das sich im Aufbau noch nach dieser alten Form der Systematik von Karl Hugo Strunz richtet, erhielt das Mineral die System- und Mineral-Nr. VI/F.02-040. In der Lapis-Systematik entspricht dies ebenfalls der Abteilung „Chromate [CrO4]2−“, wo Phönikochroit zusammen mit Deanesmithit, Edoylerit, Fornacit, Georgerobinsonit, Molybdofornacit, Reynoldsit, Santanait, Vauquelinit und Wattersit eine unbenannte Gruppe mit der Systemnummer VI/F.02 bildet.
Auch die von der IMA zuletzt 2009 aktualisierte 9. Auflage der Strunz’schen Mineralsystematik ordnet den Phönikochroit in die Abteilung der „Chromate“ ein. Diese ist allerdings weiter unterteilt nach der möglichen Anwesenheit zusätzlicher Anionen, so dass das Mineral entsprechend seiner Zusammensetzung in der Unterabteilung „Mit zusätzlichen O, V, S, Cl“ zu finden ist, wo es als einziges Mitglied eine unbenannte Gruppe mit der Systemnummer 7.FB.05 bildet.
Die vorwiegend im englischen Sprachraum gebräuchliche Systematik der Minerale nach Dana ordnet den Phönikochroit in die Klasse der „Sulfate, Chromate und Molybdate“ und dort in die Abteilung der „Wasserfreien Chromate“ ein. Hier ist er als einziges Mitglied in der unbenannten Gruppe 35.01.02 innerhalb der Unterabteilung „Wasserfreie Chromate mit (A+)2XO4“ zu finden.

## Bildung und Fundorte

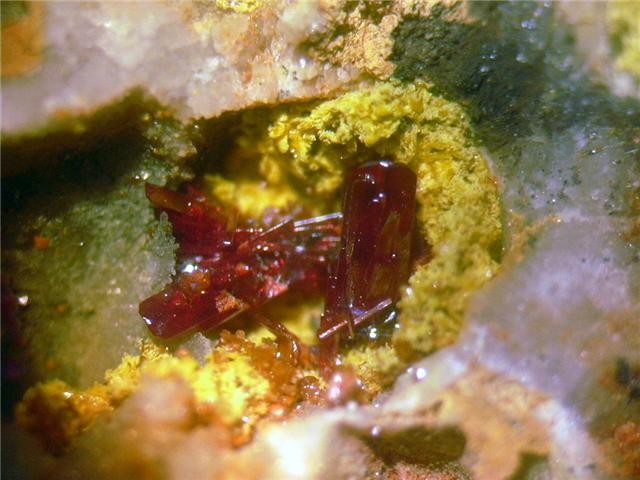
Phönikochroit (rot, größter Kristall 2,5 mm), Seeligerit (gelb) und Wulfenit (orange) aus der Unión Minera Mine, Caracoles, Sierra Gorda, Antofagasta, Chile

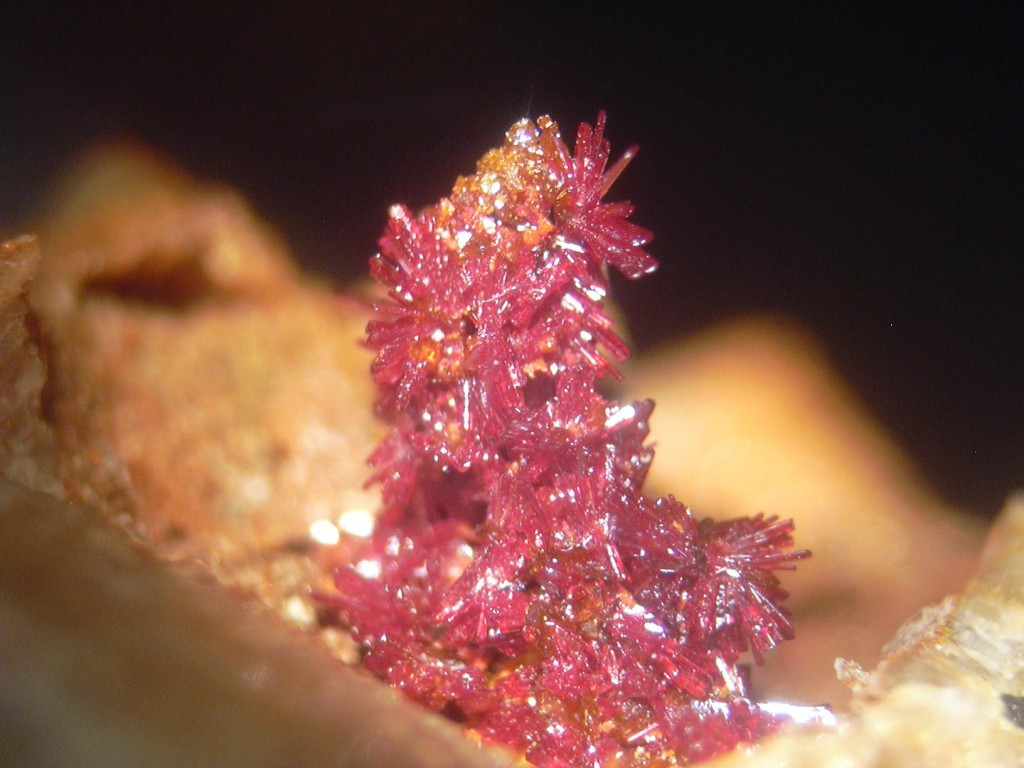
Phönikochroit (rot) und Iranit (hellbraun, auf der Spitze der Phönikochroitgruppe) aus der Unión Minera Mine, Caracoles, Región de Antofagasta, Chile (Sichtfeld ca. 3 mm × 3 mm)

Phönikochroit bildet sich sekundär in der Oxidationszone von chromhaltigen, hydrothermalen Blei-Lagerstätten. Als Begleitminerale können unter anderem Calcit, Cerussit, Fornacit, Galenit, Hemihedrit, Iranit, Krokoit, Leadhillit, Mimetesit, Pyromorphit, Vauquelinit, Fluorit, Quarz.
Als seltene Mineralbildung konnte Phönikochroit nur an wenigen Fundorten nachgewiesen werden, wobei weltweit bisher rund 40 Fundorte bekannt sind (Stand 2024). Seine Typlokalität Berjosowski in der Oblast Swerdlowsk ist dabei der bisher einzige bekannte Fundort in Russland.
In Deutschland konnte das Mineral bisher nur im Tagebau Callenberg in Sachsen gefunden werden und der bisher einzige bekannte Fundort in Österreich sind die Schlackenhalden der Montanwerke Brixlegg in der gleichnamigen Tiroler Gemeinde.
Weitere bisher bekannte Fundorte sind unter anderem mehrere Orte in der Región de Antofagasta in Chile, Anarak in der Provinz Isfahan und Nayband (Neyband) in der Provinz Yazd im Iran, dem Tagebau Husab im Namib-Naukluft-Park in Namibia, Argent (Mpumalanga) in der südafrikanischen Provinz Gauteng, Wanlock Dod in der schottischen Council Area South Lanarkshire sowie mehrere Orte in den US-Bundesstaaten Arizona und Nevada.

## Kristallstruktur
Phönikochroit kristallisiert isostrukturell mit Lanarkit im monoklinen Kristallsystem in der Raumgruppe C2/m (Raumgruppen-Nr. 12) mit den Gitterparametern a = 14,00 Å; b = 5,68 Å; c = 7,14 Å und β = 115,2° sowie vier Formeleinheiten pro Elementarzelle.